# Napoleone Comitoli
Napoleone Comitoli (1548 – 30 de agosto de 1624) foi um prelado católico romano que serviu como bispo de Perugia (1591–1624).

## Biografia
Napoleone Comitoli nasceu em Castelleone (Deruta), na Itália em 1548. A 19 de julho de 1591, foi nomeado bispo de Perugia durante o papado de Gregório XIV. No dia 11 de agosto de 1591, foi consagrado bispo por Giulio Antonio Santorio, cardeal-sacerdote de San Bartolomeo all'Isola, com Ludovico de Torres, arcebispo de Monreale, Flaminio Filonardi, bispo de Aquino, e Leonard Abel, bispo titular de Sidon, servindo como co-consagradores. Sserviu como Bispo de Perugia até à sua morte a 30 de agosto de 1624.
Enquanto bispo, foi o principal co-consagrador de Fabio Aresti, Bispo de Lucera (1601); Innocenzo Del Bufalo-Cancellieri, Bispo de Camerino (1601); e Virgilio Fiorenzi, Bispo de Nocera Umbra (1605).